# Déferlante pyroclastique
Pour un article plus général, voir Nuée ardente.
Ne doit pas être confondu avec la déferlante basale ou surge basal, une des caractéristiques des nuées ardentes.
«  Surge volcanique » redirige ici. Pour les autres significations, voir Surge.

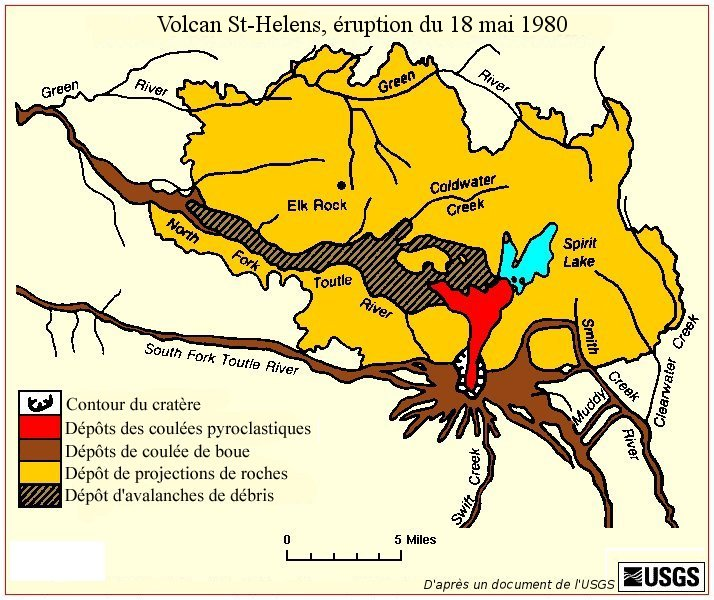
Carte des dépôts à la suite de l'éruption du mont Saint Helens en 1980 : ceux de la déferlante du 18 mai sont en jaune, à comparer à ceux des nuées ardentes en rouge.

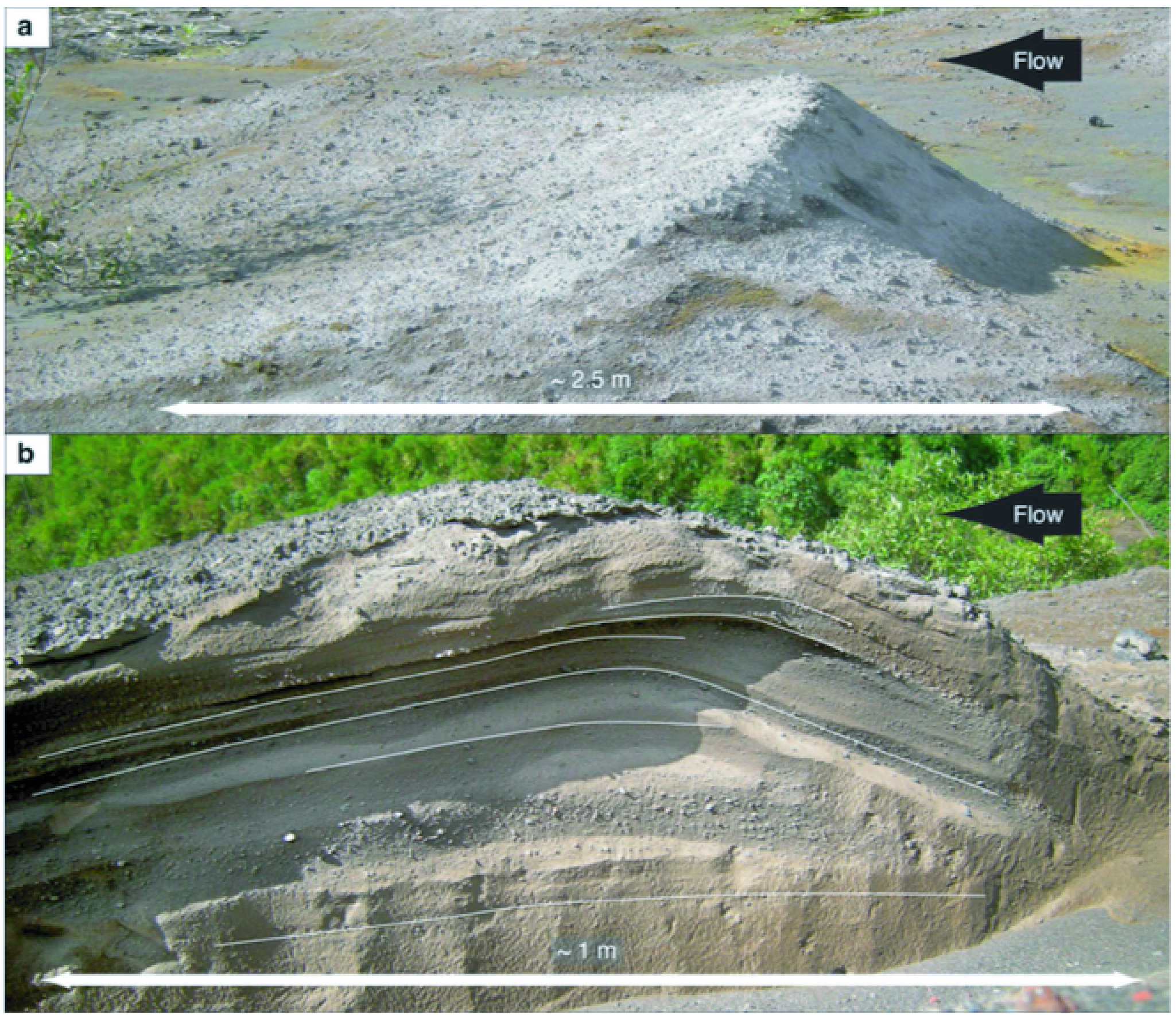
Dépôts des déferlantes associés à l'éruption d'août 2006 du Tungurahua en Équateur ; la morphologie de surface est en forme de croissant et la stratification interne aggrade préférentiellement vers l'amont.

Une déferlante pyroclastique (ou déferlante volcanique, voire par anglicisme un surge pyroclastique ou un surge volcanique,), ou simplement une déferlante, est un type de nuée ardente de grandes dimensions résultant de l'effondrement d'une partie ou de la totalité d'une colonne plinienne ou vulcanienne. Cet aérosol volcanique se distingue des nuées ardentes par une composition plus diluée, une dynamique plus turbulente, généralement une plus grande vitesse mais surtout par une étendue beaucoup plus grande du phénomène puisqu'une déferlante pyroclastique typique émise depuis le sommet d'un volcan rayonne sur tous ses flancs en le recouvrant totalement et en s'affranchissant beaucoup plus facilement de la topographie.

## Caractéristiques
Ce phénomène peut s'observer au cours d'une éruption volcanique explosive de type plinienne ou vulcanienne. Au cours de ce type d'éruptions, un panache volcanique composé de cendres, de lave et de roches fragmentées ainsi que de gaz volcaniques s'élève au-dessus du volcan. Lorsque la densité de ce panache volcanique est trop importante pour qu'il puisse s'élever complètement dans les airs, il retombe alors sur les flancs du volcan. Bien qu'elles aient sensiblement la même composition, une déferlante pyroclastique est plus destructrice qu'une nuée ardente en raison de sa taille. La quantité de matériaux formant une déferlante pyroclastique est telle qu'elle peut recouvrir entièrement un volcan et progresser sur de plus grandes distances.
Les matériaux transportés par les déferlantes pyroclastiques se déposent suivant des épaisseurs variables, de quelques centimètres à plusieurs mètres, et suivant une stratification caractéristique présentant des laminations  entrecroisées (strates d’épaisseur millimétrique) formant des ondulations de type dune, parfois interprétées comme antidunes. Ce type de dépôts qui ne se retrouve pas dans les pluies de cendres ou des nuées ardentes constitue une caractéristique suffisante pour certains volcanologues pour classer les déferlantes pyroclastiques en tant que troisième type d'écoulement explosif. Ces matériaux peuvent former des dépôts d'ignimbrites lorsqu'ils retombent au sol. Une déferlante volcanique de l'éruption du Novarupta en 1912 aux États-Unis est ainsi à l'origine de la formation du sol de la vallée des Dix Mille Fumées composé d'ignimbrites.
Une déferlante pyroclastique particulière s'est produite au tout début de l'éruption du mont Saint Helens en 1980 aux États-Unis lorsque le flanc nord du volcan s'est disloqué, donnant naissance à un souffle latéral qui s'est partiellement développé à l'horizontale, dévastant des hectares de forêt et tuant 57 personnes.